# Championnats d'Europe de gymnastique artistique masculine 1971
Navigation
Édition précédente Édition suivante
Le 9e championnat d'Europe de gymnastique artistique masculine s'est déroulé à Madrid en Espagne en 1971.

## Résultats

### Concours général individuel
| Rang               | Gymnaste                | Total  |
| ------------------ | ----------------------- | ------ |
| Médaille d'or      | Viktor Klimenko (URS)   | 56.900 |
| Médaille d'argent  | Mikhail Voronin (URS)   | 56.700 |
| Médaille de bronze | Nikolai Andrianov (URS) | 56.250 |

### Finales par engins

#### Sol
| Rang               | Gymnaste                | Total |
| ------------------ | ----------------------- | ----- |
| Médaille d'or      | Raitscho Hristov (BUL)  | 19.10 |
| Médaille d'argent  | José Gines (ESP)        | 18.75 |
| Médaille de bronze | Nikolay Andrianov (URS) | 18.70 |

#### Cheval d'arçon
| Rang               | Gymnaste                | Total |
| ------------------ | ----------------------- | ----- |
| Médaille d'or      | Nikolay Andrianov (URS) | 18.90 |
| Médaille d'argent  | Matthias Brehme (GDR)   | 18.75 |
| Médaille de bronze | Mikhail Voronin (URS)   | 18.70 |

#### Anneaux
| Rang               | Gymnaste                | Total |
| ------------------ | ----------------------- | ----- |
| Médaille d'or      | Mikhail Voronin (URS)   | 19.25 |
| Médaille d'argent  | Nikolay Andrianov (URS) | 18.80 |
| Médaille de bronze | Andrzej Szajna (POL)    | 18.70 |

#### Saut
| Rang               | Gymnaste                | Total  |
| ------------------ | ----------------------- | ------ |
| Médaille d'or      | Nikolay Andrianov (URS) | 18.750 |
| Médaille d'argent  | Andrzej Szajna (POL)    | 18.675 |
| Médaille de bronze | Klaus Köste (GDR)       | 18.500 |

#### Barres parallèles

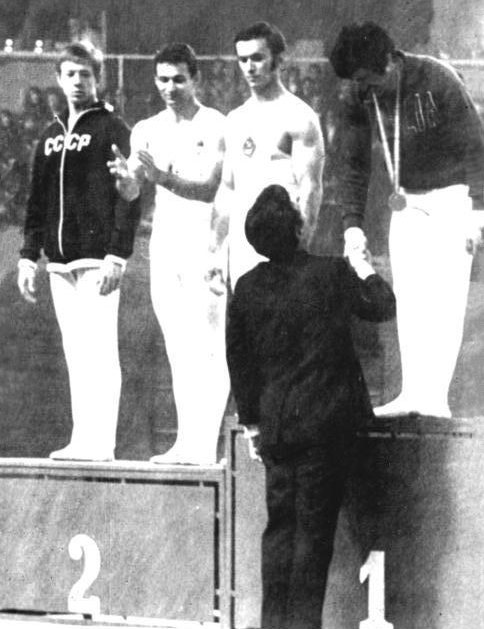
Podium aux barres parallèles.

| Rang              | Gymnaste                  | Total |
| ----------------- | ------------------------- | ----- |
| Médaille d'or     | Giovanni Carminucci (ITA) | 18.85 |
| Médaille d'argent | Nikolay Andrianov (URS)   | 18.80 |
| Médaille d'argent | Klaus Köste (GDR)         | 18.80 |
| Médaille d'argent | Mikhail Voronin (URS)     | 18.80 |

#### Barre fixe
| Rang               | Gymnaste              | Total |
| ------------------ | --------------------- | ----- |
| Médaille d'or      | Klaus Köste (GDR)     | 19.05 |
| Médaille d'argent  | Mikhail Voronin (URS) | 18.95 |
| Médaille de bronze | Roland Hurzeler (SUI) | 18.85 |

## Tableau des médailles
| 1 | {{country data {{{1}}} | Pays/callback | name = | variant= | size= }} | ? | ? | ? | ? |
| 2 | {{country data {{{1}}} | Pays/callback | name = | variant= | size= }} | ? | ? | ? | ? |
| 3 | {{country data {{{1}}} | Pays/callback | name = | variant= | size= }} | ? | ? | ? | ? |
| 4 | {{country data {{{1}}} | Pays/callback | name = | variant= | size= }} | ? | ? | ? | ? |
| 5 | {{country data {{{1}}} | Pays/callback | name = | variant= | size= }} | ? | ? | ? | ? |
| 6 | {{country data {{{1}}} | Pays/callback | name = | variant= | size= }} | ? | ? | ? | ? |
| 7 | {{country data {{{1}}} | Pays/callback | name = | variant= | size= }} | ? | ? | ? | ? |
| 8 | {{country data {{{1}}} | Pays/callback | name = | variant= | size= }} | ? | ? | ? | ? |